# Sannicola
Sannicola – miejscowość i gmina we Włoszech, w regionie Apulia, w prowincji Lecce.
Według danych na rok 2004 gminę zamieszkiwało 6151 osób, 227,8 os./km².